# Fundacja Ekorozwoju
Fundacja EkoRozwoju (do 2009 r. - Dolnośląska Fundacja Ekorozwoju) – organizacja ekologiczna z siedzibą we Wrocławiu, działająca początkowo jako Fundacja Oławy i Nysy Kłodzkiej. Skupiała się wtedy na ochronie wód i restytucji dolin rzecznych. Później rozszerzyła znacznie swoją działalność. 
Fundacja prowadzi od 1999 serwer Zielona Brama funkcjonujący pod domeną www.eko.org.pl, produkuje audycje radiowe i programy telewizyjne, od 1995 wydaje kwartalnik Kropla adresowany do ludzi działających na rzecz ochrony natury: samorządowców, nauczycieli, lokalnych liderów.
Ponadto przy współpracy innych organizacji oraz społeczności lokalnych realizuje projekty, m.in. Zrównoważony rozwój regionalny obszarów wiejskich w dorzeczu Odry, Ekorozwój Doliny Baryczy, od 2001 organizuje jarmarki ekologiczne promując regionalne produkty, realizuje turystyczne szlaki rowerowe Sudety, Dolina Odry, Dolina Baryczy, oraz podejmuje się wielu innych zadań w celu wspierania rozwoju zgodnego z naturą.
Aktualnie główne kierunki działania Fundacji EkoRozwoju to: kampanie i działania na rzecz świadomej konsumpcji, akcja na rzecz popularyzacji segregowania odpadów Zamień odpady na kulturalne wypady i edukacja w szkołach w tym zakresie, działania na rzecz ochrony gatunków zagrożonych, takich jak niepylak apollo, promocja ochrony obszarów Natura 2000 poprzez szkolenia urzędników i interwencje. Organizacja prowadzi także ogólnopolską kampanię na rzecz zadrzewień przydrożnych Drogi dla Natury, jak również działa na rzecz rozwoju turystyki przyjaznej przyrodzie w Dolinie Baryczy. Fundacja prowadzi ponadto działania poza granicami Polski – przykładem jest zakończony już projekt w Gruzji, który dotyczył rozwoju obszarów wiejskich.
Prezesem Fundacji EkoRozwoju jest Krzysztof Smolnicki.
Fundacja EkoRozwoju od 2004 roku posiada status organizacji pożytku publicznego. 11 października 2021 r. Kapituła Dolnośląskiego Klucza Sukcesu wyłoniła - po raz 25. - Laureatów Dolnośląskiego Klucza Sukcesu. Uroczysta Gala odbyła się 28 października 2021 r. w Hotelu Maria Antonina w Zagórzu Śląskim nad jeziorem Bystrzyckim. Laureatem w kategorii "Dla najlepszej dolnośląskiej organizacji pozarządowej" została Fundacja EkoRozwoju